# 987 (tal)
987 är det naturliga heltal som följer 986 och följs av 988.

## Matematiska egenskaper
- 987 är ett udda tal.
- 987 är ett sammansatt tal.
- 987 är ett Fibonaccital.